# Red Bull RB15
Red Bull RB15 – samochód Formuły 1, skonstruowany przez Red Bulla na sezon 2019. Kierowcami samochodu zostali: Pierre Gasly, oraz Max Verstappen.
7 lutego 2019 roku zespół opublikował grafiki samochodu w jednorazowym malowaniu, a następnie został on pokazany na torze Silverstone

## Wyniki
| Legenda oznaczeń w tabelach wyników Wyświetl szablon na nowej stronie | Legenda oznaczeń w tabelach wyników Wyświetl szablon na nowej stronie                                                                     |
| Oznaczenie                                                            | Wyjaśnienie |
| --------------------------------------------------------------------- | --- |
| Złoty                                                                 | Zwycięzca lub mistrzostwo |
| Srebrny                                                               | 2. miejsce lub wicemistrzostwo |
| Brązowy                                                               | 3. miejsce lub II wicemistrzostwo |
| Zielony                                                               | Ukończył, punktował (w klasyfikacji generalnej, gdy zdobył co najmniej jeden punkt na przestrzeni sezonu, poza trzema powyższymi opcjami) |
| Niebieski                                                             | Ukończył, nie punktował (w klasyfikacji generalnej, gdy nie zdobył co najmniej jednego punktu na przestrzeni sezonu)                      |
| Czerwony                                                              | Nie zakwalifikował się (NZ) |
| Czerwony                                                              | Nie prekwalifikował się (NPK) |
| Różowy                                                                | Nie ukończył (NU) |
| Różowy                                                                | Niesklasyfikowany (NS) (w klasyfikacji generalnej, gdy nie został sklasyfikowany w żadnym wyścigu sezonu)                                 |
| Czarny                                                                | Zdyskwalifikowany (DK) |
| Czarny                                                                | Wykluczony (WYK/EX) |
| Biały                                                                 | Nie wystartował (NW) |
| Biały                                                                 | Kontuzjowany (K/INJ) |
| Biały                                                                 | Wyścig odwołany (OD/C) |
| Bez koloru                                                            | Został wycofany (WYC/WD) |
| Bez koloru                                                            | Nie przybył (NP/DNA) |
| Bez koloru                                                            | Nie brał udziału w treningach (NT/DNP) |
| Bez koloru                                                            | Nie został zgłoszony (–) |
| Pogrubienie                                                           | Start z pole position |
| Kursywa                                                               | Najszybsze okrążenie wyścigu |
| †                                                                     | Nie ukończył, ale jego rezultat został zaliczony ze względu na przejechanie więcej niż 90% dystansu wyścigu.                              |
| *                                                                     | Sezon w trakcie |
| 1/2/3                                                                 | Punktowana pozycja w sprincie kwalifikacyjnym                                                                                             |
| Lista systemów punktacji Formuły 1                                    | |

| Sezon | Zespół                       | Silnik | Kierowcy        | Wyniki w poszczególnych eliminacjach | Wyniki w poszczególnych eliminacjach | Wyniki w poszczególnych eliminacjach | Wyniki w poszczególnych eliminacjach | Wyniki w poszczególnych eliminacjach | Wyniki w poszczególnych eliminacjach | Wyniki w poszczególnych eliminacjach | Wyniki w poszczególnych eliminacjach | Wyniki w poszczególnych eliminacjach | Wyniki w poszczególnych eliminacjach | Wyniki w poszczególnych eliminacjach | Wyniki w poszczególnych eliminacjach | Wyniki w poszczególnych eliminacjach | Wyniki w poszczególnych eliminacjach | Wyniki w poszczególnych eliminacjach | Wyniki w poszczególnych eliminacjach | Wyniki w poszczególnych eliminacjach | Wyniki w poszczególnych eliminacjach | Wyniki w poszczególnych eliminacjach | Wyniki w poszczególnych eliminacjach | Wyniki w poszczególnych eliminacjach | Wyniki kierowców | Wyniki kierowców | Wyniki konstruktora | Wyniki konstruktora |
| 2019  |                              |        |                 | Australia                            | Bahrajn                              |                                      | Azerbejdżan                          | Hiszpania                            | Monako                               | Kanada                               | Francja                              | Austria                              | Wielka Brytania                      | Niemcy                               | Węgry                                | Belgia                               | Włochy                               | Singapur                             | Rosja                                | Japonia                              | Meksyk                               | Stany Zjednoczone                    | Brazylia                             |                                      | Pkt.             | Msc.             | Pkt.                | Msc.                |
| ----- | ---------------------------- | ------ | --------------- | ------------------------------------ | ------------------------------------ | ------------------------------------ | ------------------------------------ | ------------------------------------ | ------------------------------------ | ------------------------------------ | ------------------------------------ | ------------------------------------ | ------------------------------------ | ------------------------------------ | ------------------------------------ | ------------------------------------ | ------------------------------------ | ------------------------------------ | ------------------------------------ | ------------------------------------ | ------------------------------------ | ------------------------------------ | ------------------------------------ | ------------------------------------ | ---------------- | ---------------- | ------------------- | ------------------- |
| 2019  | Aston Martin Red Bull Racing | Honda  | Pierre Gasly    | 11                                   | 8                                    | 6                                    | NU                                   | 6                                    | 5                                    | 8                                    | 10                                   | 7                                    | 4                                    | 14†                                  | 6                                    | –                                    | –                                    | –                                    | –                                    | –                                    | –                                    | –                                    | –                                    | –                                    | 63 (95)          | 7                | 417                 | 3                   |
| 2019  | Aston Martin Red Bull Racing | Honda  | Max Verstappen  | 3                                    | 4                                    | 4                                    | 4                                    | 3                                    | 4                                    | 5                                    | 4                                    | 1                                    | 5                                    | 1                                    | 2                                    | NU                                   | 8                                    | 3                                    | 4                                    | NU                                   | 6                                    | 3                                    | 1                                    | 2                                    | 278              | 3                | 417                 | 3                   |
| 2019  | Aston Martin Red Bull Racing | Honda  | Alexander Albon | –                                    | –                                    | –                                    | –                                    | –                                    | –                                    | –                                    | –                                    | –                                    | –                                    | –                                    | –                                    | 5                                    | 6                                    | 6                                    | 5                                    | 4                                    | 5                                    | 5                                    | 14                                   | 6                                    | 76 (92)          | 8                | 417                 | 3                   |